# لورانس هاريسون
لورانس هاريسون (بالإنجليزية: Lawrence Harrison)‏ هو عالم سياسة أمريكي، ولد في 11 مارس 1932، وتوفي في 9 ديسمبر 2015 في أليكساندروبولي في اليونان.